# Máriahalom
Máriahalom es un pueblo húngaro perteneciente al distrito de Esztergom, condado de Komárom-Esztergom.

## Superficie
Cuenta con una superficie de 10,84 km².

## Demografía
Hasta 2024 la población era de 645 habitantes, con una densidad de población de 59,50 hab/km².
| Gráfica de evolución demográfica de Máriahalom entre 2020 y 2024 |
|                                                                  |
| Datos según la Oficina Central de Estadística de Hungría.        |